# Lycidas (dikt)
"Lycidas" är en dikt av den engelske poeten John Milton som skrevs 1637. 
Den var ursprungligen ett bidrag till Justa Edouardo King Naufrago, en samlingsvolym med elegier som gavs ut 1638. Volymen högtidlighöll minnet av Edward King som var verksam samtidigt som Milton vid universitetet i Cambridge, men som dog när ett skepp gick i sank i augusti 1637. Den elegiska dikten sörjer förlusten av en lovande dygdig ung man som just ska påbörja en prästkarriär. Dikten bygger på den klassiska pastoral-elegins konventioner såsom de utvecklades av Theokritos, och titeljaget Lycidas är en fåraherde i Vergilius Bucolica. Forskare har även pekat på inflytande från Pindaros oden.